# Sánchez-Casal Cup 2024
Il Sánchez-Casal Cup 2024 è stato un torneo maschile di tennis professionistico. È stata la 5ª edizione del torneo, facente parte della categoria Challenger 75 nell'ambito dell'ATP Challenger Tour 2024, con un montepremi di 73 000 €. Si è giocato dal 1° al 7 aprile 2024 sui campi in terra rossa dell'Academia Sánchez-Casal di Barcellona, in Spagna.

## Partecipanti

### Teste di serie
| Nazionalità | Giocatore               | Ranking* | Testa di serie |
| ----------- | ----------------------- | -------- | -------------- |
| Francia     | Quentin Halys           | 113      | 1              |
| Spagna      | Bernabé Zapata Miralles | 145      | 2              |
| Paesi Bassi | Jesper de Jong          | 151      | 3              |
| Moldavia    | Radu Albot              | 155      | 4              |
| Ucraina     | Vitaliy Sachko          | 175      | 5              |
|             | Ivan Gakhov             | 176      | 6              |
| Regno Unito | Billy Harris            | 181      | 7              |
| Belgio      | Joris De Loore          | 189      | 8              |

* Ranking al 18 marzo 2024.

### Altri partecipanti
I seguenti giocatori hanno ricevuto una wild card per il tabellone principale:
- Tristan McCormick
- David Naharro
- Bernabé Zapata Miralles

Il seguente giocatore è entrato in tabellone come special exempt:
- Radu Albot

I seguenti giocatori sono entrati in tabellone come alternate:
- Mathys Erhard
- Nick Hardt

I seguenti giocatori sono passati dalle qualificazioni:
- Ignacio Buse
- Gabriel Debru
- Lorenzo Giustino
- Miguel Damas
- Oleksii Krutykh
- Carlos Taberner

## Punti e montepremi
| Torneo    | Torneo              | V     | F     | SF    | QF    | 2T    | 1T  | Q | Q2  | Q1  |
| Singolare | Punti               | 75    | 44    | 22    | 12    | 6     | 0   | 4 | 2   | 0   |
| Singolare | Premi in denaro (€) | 9,880 | 5,820 | 3,450 | 2,000 | 1,165 | 720 | – | 360 | 185 |
| Doppio    | Punti               | 75    | 44    | 22    | 12    | –     | 0   | – | –   | –   |
| Doppio    | Premi in denaro (€) | 4,250 | 2,450 | 1,480 | 880   | –     | 500 | – | –   | –   |

## Campioni

### Singolare
Nick Hardt ha sconfitto in finale  Bernabé Zapata Miralles con il punteggio di 6–4, 3–6, 6–2-

### Doppio
Daniel Rincón /  Oriol Roca Batalla hanno sconfitto in finale  Jakob Schnaitter /  Mark Wallner con il punteggio di 5–7, 6–4, [11–9].